# Legisladores griegos
Los legisladores griegos son un conjunto de figuras históricas, muy mitificadas, que individualmente dieron leyes a  ciudades concretas. Las polis griegas prestigiaban de tal modo a sus propias leyes (nomos) que consideraban un honor público el regirse por ellas y adecuar el comportamiento individual a sus requisitos. Eso es especialmente válido en las polis democráticas, como Atenas, donde se acuñó la expresión Nomos Basileus (Νόμος Βασιλεύς, literalmente: "la ley -Nomos- es el rey -Basileus-", pero en el sentido de "la ley es la que hace de rey", o "nos regimos por la ley"-). Fue un ejemplo vital de ello Sócrates, que insistió en darse muerte porque así se había determinado legalmente.
El siglo VII a. C., en el periodo arcaico, es en el que se sitúan la mayor parte de los legisladores. Ejemplos de ellos son Dracón, Solón y Clístenes (para Atenas); Licurgo (para Esparta); Fedón y Filolao (para Corinto); Falces de Calcedonia o Pítaco de Mitilene.
Antes que ellos, hubo legisladores en las ciudades de Magna Grecia, como Zaleuco de Locros (antes del 650 a. C.) y Carondas de Catania, su discípulo.
La palabra griega νομοθετης (nomothetos también transcrita en otras formas, como nomothetas y nomothete) designa tanto a los legisladores como a un cargo público ateniense posterior al arcontado de Euclides (403–402 a. C.), ejercido por un panel de heliastas o jurados, elegidos por la Ekklesia en un gran número (del orden del millar) para realizar cambios en la legislación.
Con la monarquía helenística y la posterior incorporación al Imperio romano, la figura del basileus se fue convirtiendo, en un proceso que no culmina hasta la Antigüedad tardía, en algo similar a lo que se definirá en el Antiguo Régimen europeo occidental como monarquía absoluta: el rey como legislador, dado que acumula todos los poderes: Siendo el supremo legislador, no sólo no está sometido a la ley, sino él mismo es la ley (νομο ουχ υποκειται αλλα νομος εστιν).
El derecho bizantino incluso en el periodo en el que se impuso una mayor helenización, fue una continuación del derecho romano, que se codificó precisamente con Justiniano I (Código de Justiniano, Pandectas).
Sometida durante toda la Edad Moderna al Imperio otomano, Grecia no tuvo ninguna institución legislativa hasta la independencia (1832), momento a partir del cual se fue instaurando un Estado liberal equiparable a los de Europa occidental, con diferentes configuraciones en cuanto a su cuerpo legislativo o parlamento, que actualmente se denomina Consejo de los Helenos o parlamento griego (Βουλή των Ελλήνων, Voulí ton Ellinon).